# St. Nikolai (Potsdam)

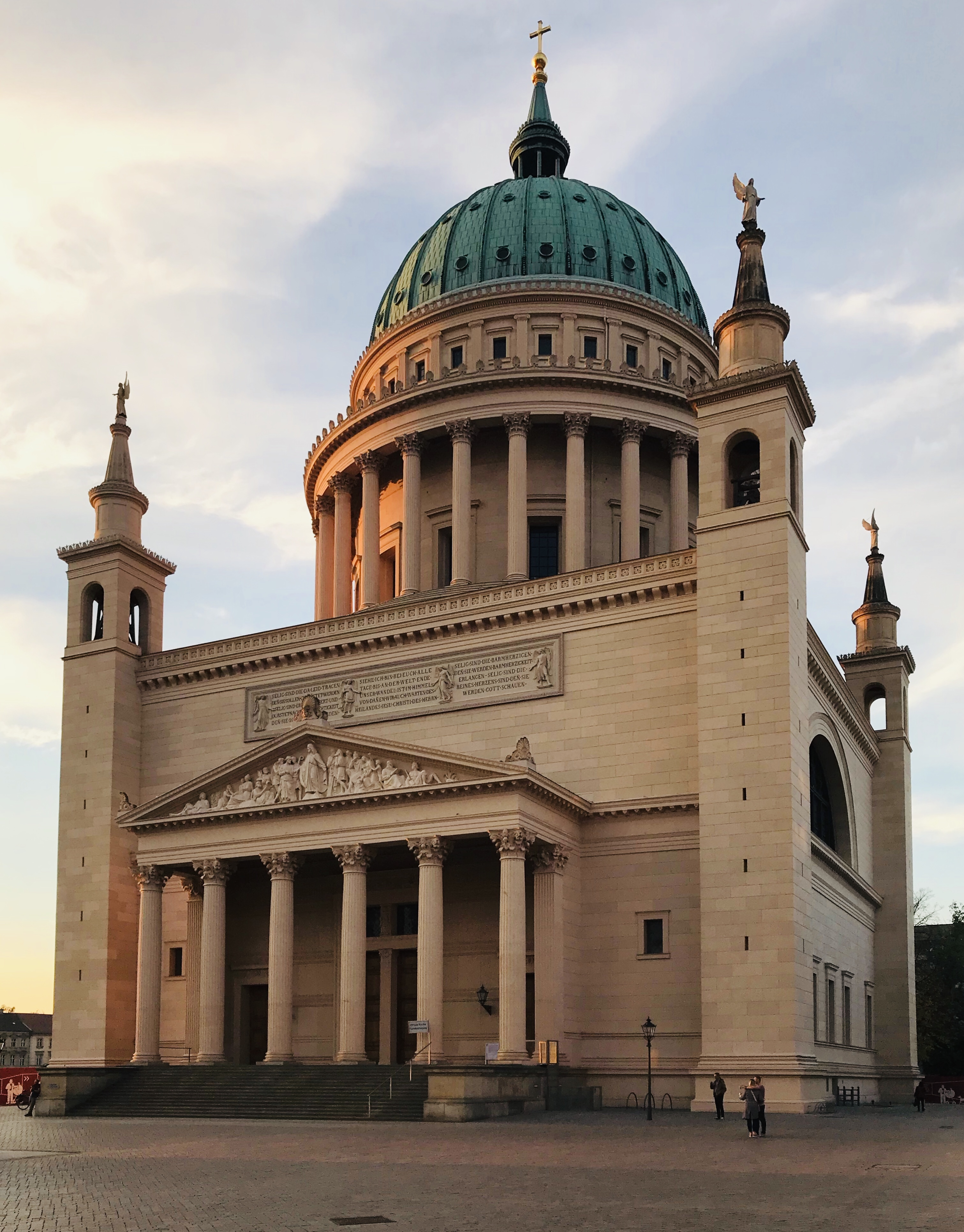
St. Nikolai mit rekonstruiertem Tympanonrelief, 2018

Die evangelische Kirche St. Nikolai, Eigenschreibweise St. Nikolaikirche oder einfach Nikolaikirche, ist ein unter Denkmalschutz stehender Sakralbau am Alten Markt in Potsdam. Der nach dem heiligen Nikolaus benannte Zentralbau im klassizistischen Stil entstand nach Plänen von Karl Friedrich Schinkel in den Jahren 1830 bis 1837. Die weit über die Dächer der Stadt emporragende Tambourkuppel des 77 Meter hohen Gebäudes wurde in der Zeit von 1843 bis 1850 errichtet. Die Bauleitung übernahmen Ludwig Persius und ab 1845 Friedrich August Stüler.
Gegen Ende des Zweiten Weltkriegs wurde der Sakralbau beim Luftangriff auf Potsdam getroffen und anschließend durch sowjetischen Artilleriebeschuss schwer beschädigt. Nach langen Jahren des Wiederaufbaus konnte das Gotteshaus der Evangelischen St.-Nikolai-Kirchengemeinde Potsdam 1981 erneut geweiht werden und ist seitdem täglich für Besucher geöffnet. Zur 42 Meter hohen Aussichtsplattform führen insgesamt 223 Stufen. Neben den Gottesdiensten finden in der Nikolaikirche auch Konzertveranstaltungen statt.

## Geschichte

### Die Vorgängerbauten vom 13. bis Anfang des 17. Jahrhunderts
Über die erste Potsdamer Kirche aus dem 13. Jahrhundert, die auf der Stelle der heutigen Nikolaikirche stand, ist nichts bekannt. Mit der Bezeichnung ecclesia parochalis wurde eine Pfarrkirche in Potsdam im Landbuch Kaiser Karls IV. 1375 erstmals erwähnt. Ihr Aussehen ist mit einer einfachen Zeichnung überliefert, aus der hervorgeht, dass sie eine romanische Basilika mit quergelagertem Westwerk war, die im 14. Jahrhundert zu einer dreischiffigen gotischen Hallenkirche umgebaut wurde. Die katholische Kirche war Filiale der Propstei Spandau, die ihre Potsdamer Tochterkirche seelsorgerisch betreute, bis sich 1539 unter Kurfürst Joachim II. Hector in der Mark Brandenburg die Reformation durchsetzte.
Nach dem Konfessionswechsel wurde das sakrale Gebäude mit dem Einbau einer Kanzel zu einem Predigtsaal umgestaltet. 1563 erfolgte durch das Aufsetzen einer Renaissancehaube auf den romanischen Turm ein weiterer Umbau. Die erste Benennung der Kirche ist in einer Urkunde von 1602 dokumentiert, in der sie „St.-Katharinenkirche“ genannt wird, und Johann Gregor Memhardt zeigte sie auf der ältesten Potsdamer Stadtansicht aus dem Jahr 1672.

### Vorgängerbau im 18. Jahrhundert
Eingeleitet durch den Großen Kurfürsten Friedrich Wilhelm und nach 1701 weitergeführt durch den ersten König in Preußen Friedrich I., entwickelte sich Potsdam zur zweiten Residenz neben Berlin. Größere Stadterweiterungen erfolgten ab 1715 nach dem Regierungsantritt des Soldatenkönigs Friedrich Wilhelm I. durch den Zuzug von Handwerkern, aber vor allem durch die Verlegung der Leibgarde des Königs nach Potsdam.
Für die aufstrebende Residenz- und Garnisonstadt war die Katharinenkirche zu klein. Sie wurde 1721 abgerissen, um einem barocken Neubau Platz zu machen. Dieser wurde auf Wunsch Friedrich Wilhelms I. dem Heiligen Nikolaus geweiht. Nach Plänen des Baumeisters Philipp Gerlach entstand in den Jahren 1721 bis 1724 der erste Potsdamer Zentralbau mit einem Grundriss in der Form eines griechischen Kreuzes und einem 89,14 Meter hohen Glockenturm auf der Nordseite. Im Innern war der gewölbte Quersaal von zweigeschossigen Emporen umgeben, was in jener Zeit zum Kennzeichen des protestantischen Kirchenbaus wurde. Die katholische Kirche, außer den Jesuitenkirchen, kennt die Empore in dieser Form nicht. Der zeitgenössische Architekturhistoriker Leonhard Christoph Sturm vertrat in seiner Schrift Vollständige Anweisung alle Arten von Kirchen wohl anzugeben die Ansicht, dass eine „große Menge von Leuten […] den Priester gut hören und sehen [sollen]. Da man das auf Erden nicht erreichen kann, so muss man versuchen, den Platz übereinander zu gewinnen“. Nach diesem Gestaltungsprinzip ließ der Soldatenkönig neben St. Nikolai zwei weitere Kirchen errichten: zwischen 1726 und 1728 die Heiligengeistkirche mit einem 86 Meter hohen Turm und zwischen 1730 und 1735 die Garnisonkirche mit einem 88,40 Meter hohen Turm.

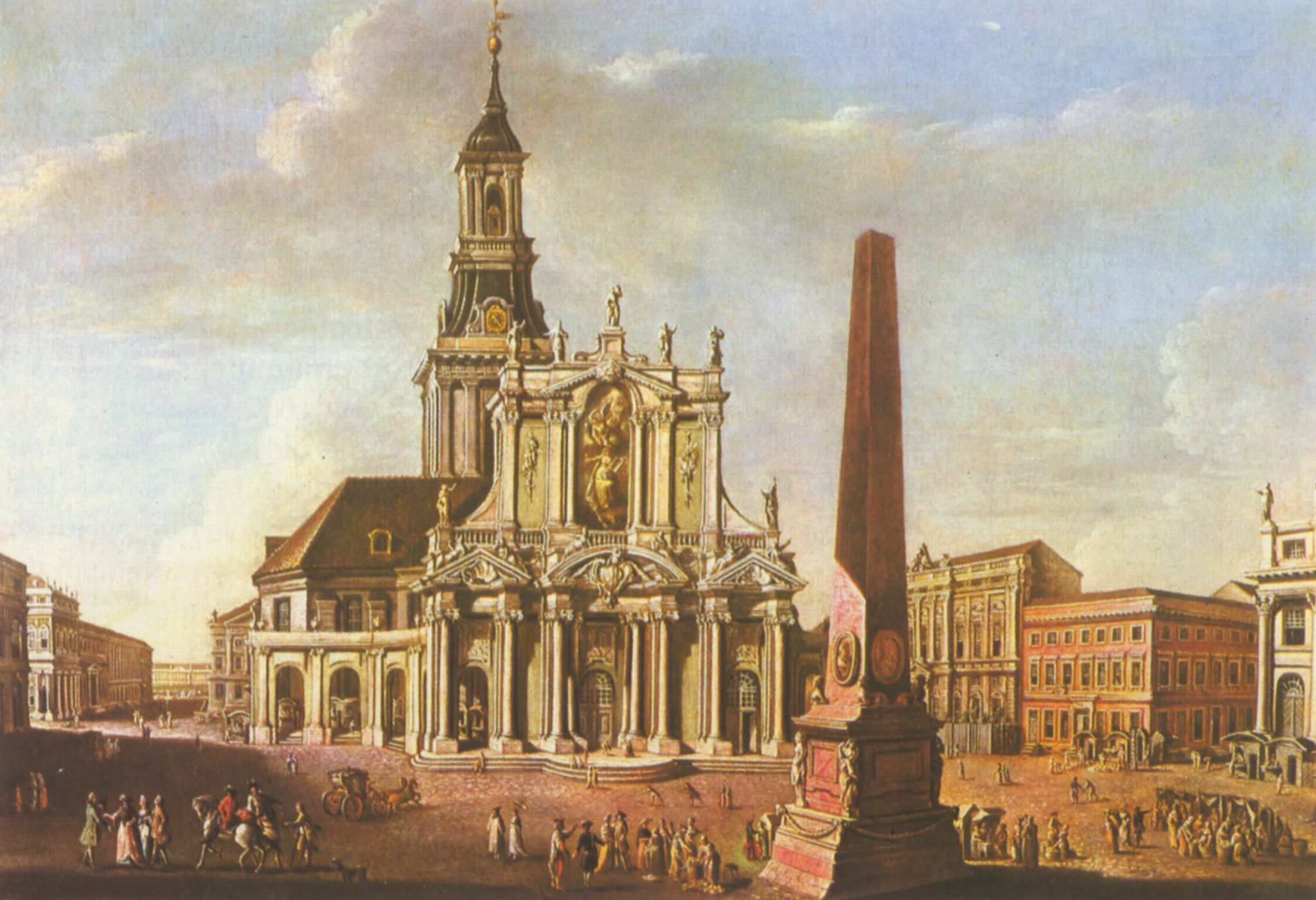
St. Nikolai mit Schaufassade, Johann Friedrich Meyer, 1771

Der wenig auf Repräsentation bedachte Friedrich Wilhelm I. strebte bei der Erweiterung seiner Garnisonstadt eine sparsame, zweckmäßige Bauweise an. Sein Sohn und Nachfolger Friedrich der Große wollte das äußere Ansehen Potsdams verschönern und ließ einfachen Wohnhäusern Schaufassaden vorblenden, von den Einwohnern bald als „Vorhemdchen“ bezeichnet, sodass sie teilweise ein palastähnliches Aussehen bekamen. Für den Alten Markt, an den die Kirche, das Stadtschloss, das Rathaus und Bürgerhäuser grenzten, strebte Friedrich II. den Charakter einer italienischen Piazza an. Die Nikolaikirche erhielt nach Süden, zur Marktseite, ein neues Gesicht. Nach Zeichnungen Georg Wenzeslaus von Knobelsdorffs wurde dem sakralen Gebäude 1752 bis 1755 unter Leitung der Baumeister Jan Bouman und Carl Ludwig Hildebrandt (um 1720–1770) eine verkleinerte Kopie der Schaufassade von Santa Maria Maggiore in Rom vorgebaut. Im Stil des römischen Spätbarocks war sie durch Säulen und Aufsätze reich gegliedert. Den oberen Teil der Mittelachse schmückte ein Fresko des Malers Charles-Amédée-Philippe van Loo. Die Bildhauerarbeiten schufen zum großen Teil die Werkstätten von Johann Peter Benkert und Gottlieb Heymüller. Um das Kirchenschiff führten Bogenhallen, in denen Marktbuden Platz fanden.
Bei Reparaturarbeiten am Turm brannte die Nikolaikirche durch unachtsamen Umgang mit Lötfeuer am 3. September 1795 vollständig aus. 1796 wurde die Ruine abgetragen und die Steine unter anderem für den Bau der sogenannten „Schauspielerkaserne“ verwendet. Nur die Schaufassade blieb bis 1811 stehen. Für die Nikolaigemeinde fanden die Gottesdienste nach der Zerstörung in der nahegelegenen Heiligengeistkirche statt, ab 1806 in der Garnisonkirche und ab 1810 wieder in der Heiligengeistkirche.

### Widrige Umstände verzögern einen Kirchenneubau

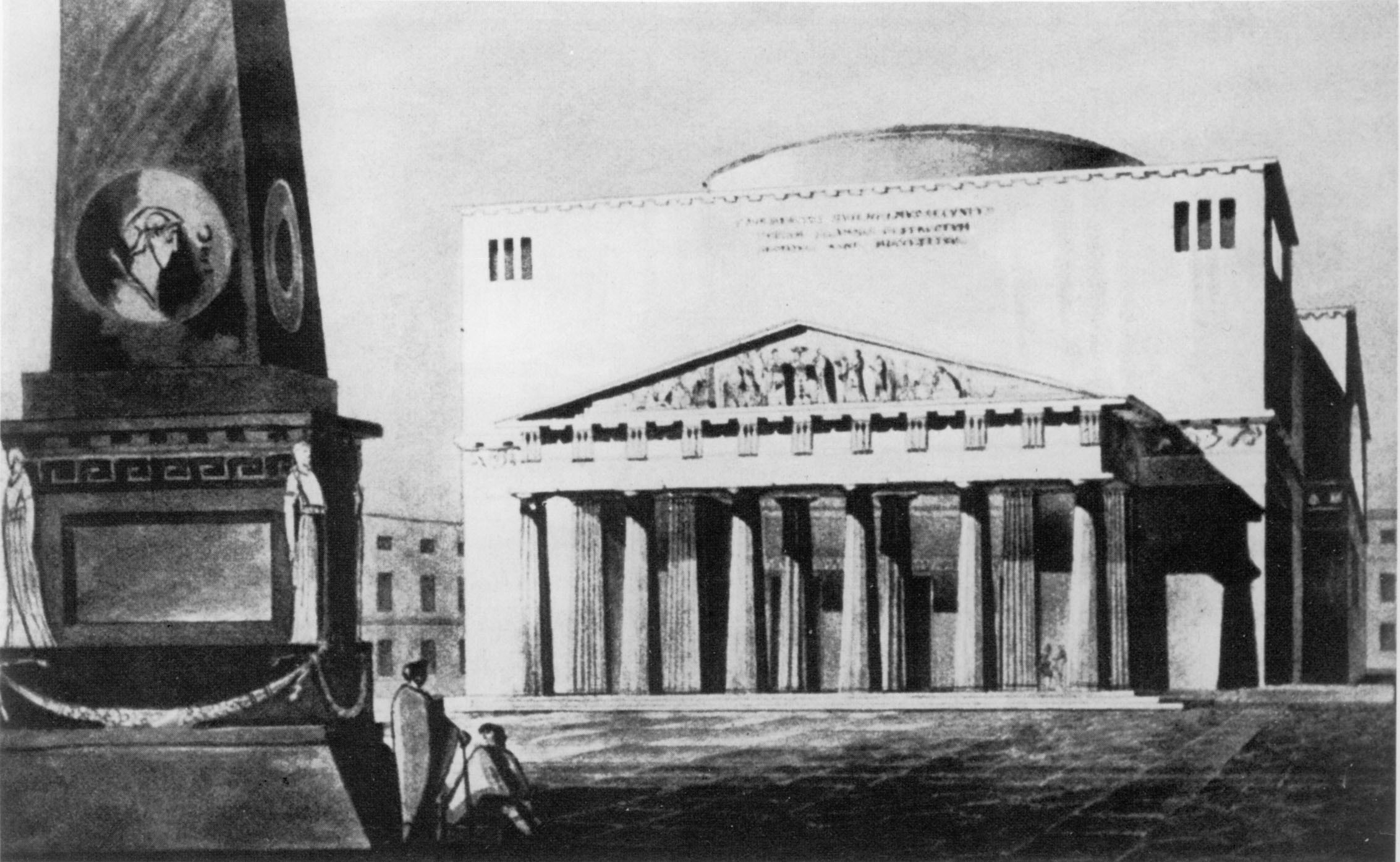
Entwurf von Friedrich Gilly in einer Umzeichnung von Carl Krüger

Gleich nach dem Brand gab der seit 1786 regierende Nachfolger und Neffe Friedrichs des Großen, Friedrich Wilhelm II., Order zur Erstellung von Plänen für einen Neubau. Die Entwürfe des Baumeisters Michael Philipp Boumann von 1796 sahen ein Kirchengebäude unter Einbeziehung der spätbarocken Schaufassade vor. Friedrich Gilly, ein Lehrer und Freund Schinkels, erstellte im selben Jahr Entwurfszeichnungen mit einem Gebäude in einfacher kubischer Form, der sogenannten Revolutionsarchitektur, die sein Schüler später wieder aufgriff. Aber der Neubau musste warten. Durch den Tod Friedrich Wilhelms II. im November 1797 und das Ableben der Architekten Gilly (1800) sowie Boumann (1803) gerieten die Pläne zunächst in Vergessenheit.
Dann änderte sich die politische und wirtschaftliche Situation Preußens im Krieg gegen Napoleon, sodass größere Baumaßnahmen unmöglich wurden. Nach den verlorenen Schlachten bei Jena und Auerstedt am 14. Oktober 1806 zogen am 24. Oktober französische Truppen in Potsdam ein und machten die Stadt für zwei Jahre zum Hauptkavalleriedepot. In der Heiligengeistkirche wurde ein Futtermagazin eingerichtet. Neben der Beköstigung durchziehender Truppenteile lagen ein paar Tausend französische Soldaten und ihre Pferde in Dauerquartier. Zudem musste eine hohe Kriegskontribution aufgebracht werden, was die inzwischen völlig verarmte Stadt endgültig in eine Finanzkrise stürzte. 1811 wurde die Ruine der barocken Schaufassade abgetragen und auf dem ehemaligen Standort der Nikolaikirche eine Grünfläche angelegt.

### Neubau der Nikolaikirche
Als sich 1820 eine wirtschaftliche Stabilisierung abzeichnete, gab Friedrich Wilhelm III. als summus episcopus der evangelischen Landeskirche dem Drängen der St.-Nikolai-Gemeinde für einen Neubau der Stadtkirche nach. Der König beauftragte 1826 den Architekten Karl Friedrich Schinkel mit der Planung, der verschiedene Vorentwürfe anfertigte. Neben Skizzen einiger rechteckiger, dreischiffiger Kirchen strebte er die Ausführung eines Kuppelbaus mit dem Grundriss eines griechischen Kreuzes an und nahm damit den Entwurf Gillys wieder auf. Zudem ließ er die Eindrücke seiner im selben Jahr gemachten Studienreise nach Frankreich und England in die architektonische Gestaltung einfließen. Vorbildfunktion hatte das von Jacques-Germain Soufflot entworfene Panthéon in Paris und vor allem die St Paul’s Cathedral nach Plänen des Architekten Sir Christopher Wren. Einen Anhänger für die Kuppelbauvariante fand Schinkel im Thronfolger, dem späteren Friedrich Wilhelm IV., der bereits ähnliche Skizzen angefertigt hatte. Die von Friedrich Wilhelm III. bewilligten Mittel reichten jedoch nur für die Errichtung des Unterbaus, sodass anstelle eines Zentralbaus mit Kuppel zunächst eine turmlose Basilika mit flachem Satteldach und einem zur Marktseite vorgelagerten Portikus zur Ausführung kam.

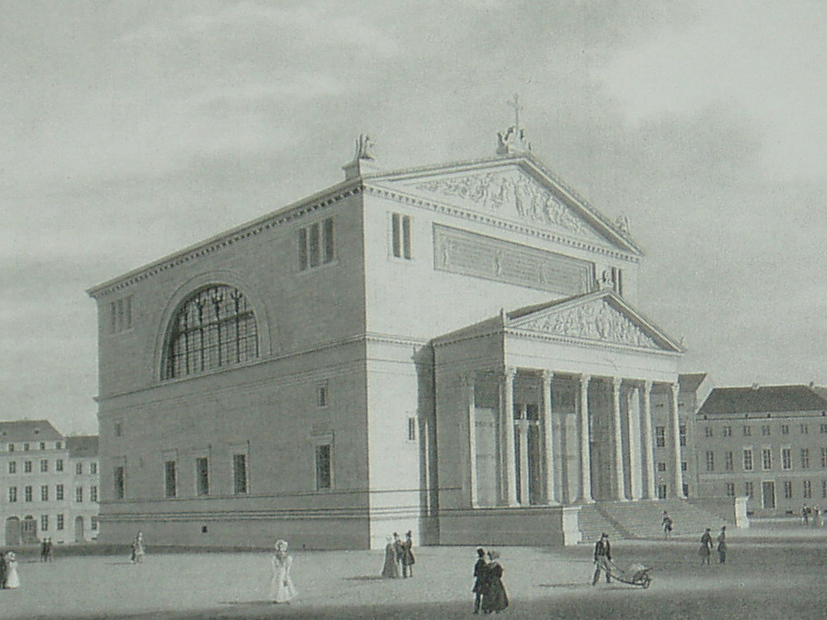
St. Nikolai 1838

Die Bauarbeiten begannen 1830 unter der örtlichen Leitung des Schinkel-Schülers Ludwig Persius. Am 3. September desselben Jahres, genau 35 Jahre nach dem Brandunglück, erfolgte die Grundsteinlegung. Für den Unterbau wurden Mauersteine aus Königs Wusterhausen und Bausand aus Flottstelle bei Caputh angeliefert. Die Steine der 1832 gemauerten, vier halbkreisförmigen Tonnengewölbe kamen aus den Ziegeleien in Petzow, Lehnin, Michelsdorf und Werder. Bereits im März 1833 mussten erste Reparaturarbeiten durchgeführt werden. Durch die zu frühe Abnahme der Lehrgerüste unter dem 19 Meter weit gespannten Tonnengewölbe hatten sich die Gewölbescheitel plötzlich um etwa 30 Zentimeter abgesenkt. Außerdem waren die Gebäudeecken […] jeweils um neun Zentimeter nach außen gewichen, und es zeigten sich starke vertikale Risse in den Wänden. Nach der Reparatur gingen die Arbeiten im Innern an der hölzernen Flachkuppel weiter. 1834 erhielt das Satteldach eine Eindeckung mit ziegelähnlichen Gusszinkplatten aus der Berliner Gießerei Moritz Geiß. 1835 folgte die Ausschmückung der Giebelfelder mit Stuckreliefs, das Aufsetzen der Dachfiguren und Akroterien sowie die Gestaltung des schlicht gehaltenen Innenraums. 1837 mussten abermals Reparaturarbeiten vorgenommen werden, da durch Feuchtigkeit im Mauerwerk Vergoldungen abplatzten und die 1836 von Bernhard Wilhelm Rosendahl (1804–1846) mit Tempera-Farben geschaffene Apsismalerei durch Stockflecke beschädigt worden war. Die feierliche Einweihung fand am 17. September 1837 durch Bischof Daniel Amadeus Neander statt. Schinkel hatte keine Einladung erhalten. Der Architekt Gustav Emil Prüfer (1805–1861) berichtete 1853 in der Zeitschrift für Bauwesen:

„Leider aber befriedigte der Bau in keiner Weise ganz vollständig; am allerwenigsten konnte dies in Betreff der äußern Architektur der Fall sein. Im Innern fand in akustischer Beziehung ein großer Übelstand statt, indem an den unteren Laibungsflächen der 4 Tonnengewölbe, hauptsächlich aber an der aus Holz gebildeten flachen Kuppeldecke (Calotte) über dem mittleren Kirchenraum eine Fortpflanzung der Schallstrahlen in dem Maaße  erfolgte, daß der Geistliche bei schnellem Sprechen nur schwer verstanden werden konnte. Hierzu kam, daß ein geringes Setzen der Gewölbe auch noch nach Vollendung des Gebäudes stattfand, in der Folge dessen die frühern Risse sich wieder bemerkbar machten, und im Innern an einigen Stellen der Gewölbe der Putz abzufallen begann.“

### Schinkels erster Entwurf wird realisiert

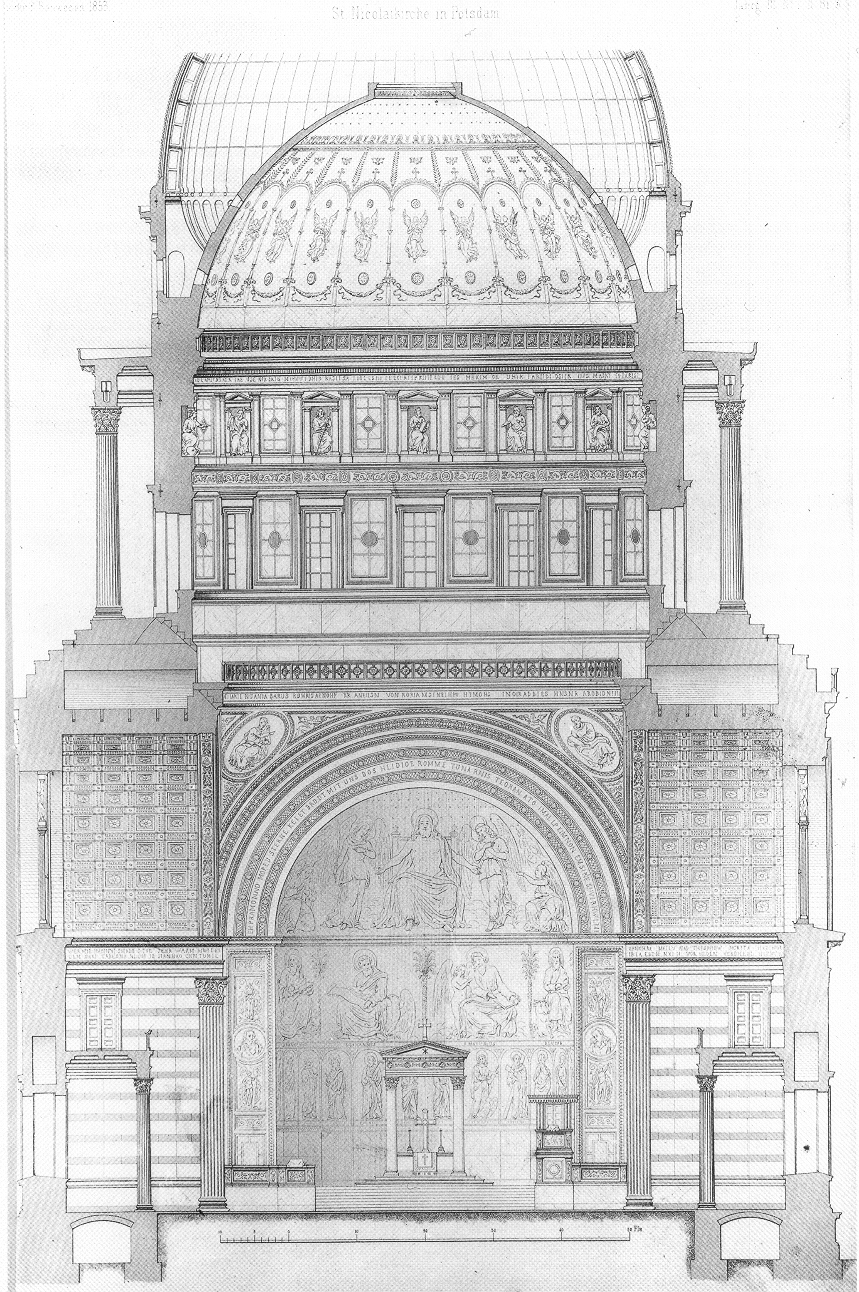
Querschnitt. Zeichnung von Gustav Emil Prüfer, 1853

Schinkel durfte die Realisierung seiner Idee eines Kuppelbaus nicht mehr erleben. Er starb nach einem Hirnschlag am 9. Oktober 1841. Der Befürworter dieses Bauvorhabens, der nunmehrige König Friedrich Wilhelm IV., war seit 1840 an der Regierung. In einer Kabinettsorder vom 1. Mai 1843 befahl er, den Schinkelschen Plan einer Kuppelkirche zu verwirklichen. Die Bauleitung übernahm wieder Ludwig Persius, der die örtliche Leitung Gustav Emil Prüfer übertrug. Bereits im August desselben Jahres wurden die Firstgiebel abgetragen. Das nun nicht mehr benötigte Relief im Dreiecksgiebel, mit der Himmelfahrt Christi, gelangte nach Trier zur Ausschmückung der Konstantinbasilika. Obwohl Schinkel in seiner Planung die Schubkraft der Kuppel berücksichtigt hatte, hielt es Persius aus statischen Gründen für notwendig, den kubischen Unterbau durch Ansetzen von turmartigen Anbauten an den Ecken zu verstärken, „die in den Widerlagspfeilern befindlichen Treppen- und Glockentürme […] auszumauern, den Unterbau durch nachträgliche Einbringung von Ankern gegen alle weiteren Bewegungen gehörig sicher zu stellen, über den alten Gewölben […] neue Tonnengewölbe und neue Pendentifs auszuführen“ sowie „die alten Tonnengewölbe durch theilweise Abtragung des oberen Bogens etwas zu entlasten […].“ 1845 wurde unter Aufsicht des Potsdamer Maurermeisters Ernst Petzholtz der Tambour gemauert. Die Mauersteine und Klinker kamen aus den Ziegeleien bei Wildau, Rathenow und Joachimsthal, die Sandsteine aus den Steinbrüchen von Postelwitz und der Kalk aus Rüdersdorf. Um das Gewicht des Aufbaus zu reduzieren, ließ Persius den Ziegeln leichtes Kieselgur beimengen. Dadurch versprach er sich nicht nur eine gewichtsreduzierende, sondern auch schallschluckende Wirkung. Zudem plante er für die äußere Kuppel eine filigrane Rippenkonstruktion aus Gusseisen anstatt der von Schinkel entworfenen Holzkonstruktion.
Auch Ludwig Persius erlebte nicht mehr die Vollendung des Kuppelbaus. Nach der Rückkehr von einer Italienreise erkrankte er an Typhus und starb am 12. Juli 1845. Schon im Juni hatte Friedrich August Stüler die Oberbauleitung übernommen und beaufsichtigte die Arbeiten noch fünf Jahre bis zu ihrer Vollendung. 1847 entstand das Kuppelgewölbe, das nach Persius’ Plänen ebenfalls mit Infusoriensteinen gemauert werden sollte. Anscheinend hat es unter Stüler eine Planänderung gegeben, denn Gustav Emil Prüfer gibt in seiner Material- und Kostenaufstellung stattdessen 16.890 Stück der ebenfalls leichten Topfsteine an, die sich schon im Neuen Museum bewährt hatten. 1848 stellte die Berliner Eisengießerei Borsig die gusseiserne Rippenkonstruktion der äußeren Schutzkuppel auf, die zum „Ausgleich von Bewegungen durch thermische Dehnung […] auf Rollen gelagert“ wurde. Die Potsdamer Klempnermeister Eduard Fischbach (1811–1877) und Friedrich Kahle (1809–1888) deckten die Kuppel mit Kupferplatten ein. Nach der Ausgestaltung im Innern fand am 24. März 1850 die zweite feierliche Einweihung durch den Superintendenten Johann Jacob Ebert (1798–1853) statt. Der preußische König Friedrich Wilhelm IV. wohnte „der feierlichen Wiedereröffnung der durch königliche Munificenz hergestellten Nikolai-Kirche“ bei.
Ein fast nicht zu lösendes Problem war weiterhin die unbefriedigende Akustik im Kirchenraum. Nach Ansicht des Architekten Prüfer sei „zwar eine wesentliche Verbesserung eingetreten“, aber nun veranlassten „hauptsächlich die unteren Leibungsflächen der großen Tonnengewölbe […] die Fortpflanzung der Schallstrahlen […]“. Zur Schallabsorption wurden Vorhänge angebracht und Fußmatten gelegt sowie 1882 ein Hanfnetz durch den Kuppelring gezogen. Eine weitere schalldämpfende Maßnahme erfolgte 1912 bei der Renovierung des Kirchenraums, als der Berliner Bildhauer Otto Lessing die Gewölbebögen neu gestaltete und die ursprünglich gemalten Kassettenfelder mit plastischen Kassetten mit Stuckrosetten austauschte. Dabei blieben die Medaillons erhalten, die Prüfer 1853 in seinem Bericht erwähnte: „Die Gurtungen unter den 4 großen Tonnengewölben enthalten 4 · 7 = 28 Brustbilder, welche die berühmtesten Märtyrer, Kirchenväter, Kirchen-Reformatoren und die 7 apokalyptischen Gemeinden darstellen.“ Die auf Goldgrund in Fresko geschaffenen Abbildungen sind heute von einem schlicht kassettierten Muster übermalt.

### Zerstörung der Nikolaikirche 1945

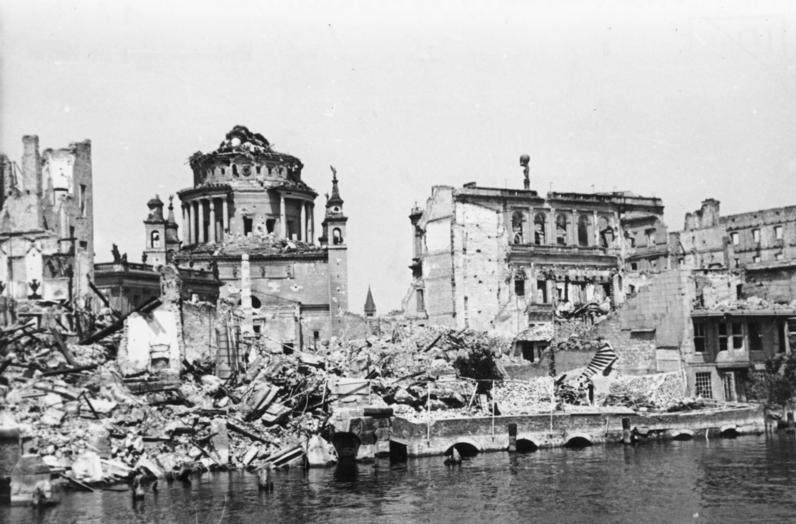
Zerstörte Nikolaikirche, 1947

Beim Luftangriff auf Potsdam warfen britische Flugzeuge am Abend des 14. April 1945 Spreng- und Brandbomben über dem Potsdamer Stadtgebiet ab. Obwohl ein großer Teil der Altstadt in Trümmern lag, blieb die Kirche bis auf leichte Schäden unversehrt. Erst in den letzten Apriltagen wurde sie bei den Kämpfen um Potsdam durch sowjetischen Artilleriebeschuss zur Ruine. Die Kuppel fiel zusammen und der Eingangsportikus am Alten Markt zerbrach. Im Innern stürzte die Orgelempore mit der Sauer-Orgel ein, die Apsis erhielt schwere Risse, Teile der Ausstattung verbrannten und die größte Glocke zerschellte. Lediglich Altar und Kanzel blieben unbeschädigt. Am 30. April 1945 besetzte die Rote Armee Potsdam.

### Wiederaufbau

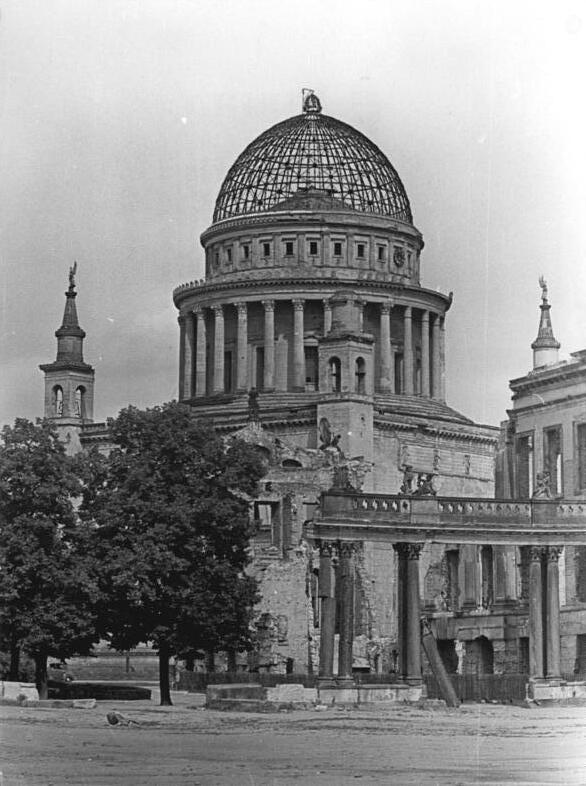
Stahlkonstruktion der Außenkuppel, 1956

Bis zum Wiederaufbau der Kirche fanden die Gottesdienste vorübergehend in der Christuskirche in der Behlertstraße statt und ab 1946 im nahegelegenen Nikolaisaal in der Wilhelm-Staab-Straße. Das Gebäude von 1909 war über Jahrzehnte das Gemeindezentrum von St. Nikolai und diente nach den Reparaturen der Kriegsschäden bis 1981 als „Ersatzkirche“. 1984 ging der Nikolaisaal in kommunalen Besitz über.
Nachdem nach 1945 an der Kirche nur notdürftige Absicherungsmaßnahmen durchgeführt worden waren, um die Einsturzgefahr und das Eindringen von Regenwasser zu verhindern, beschloss der Gemeindekirchenrat 1948 die Restaurierung der Kuppel und der Außenfassade. Die Arbeiten erfolgten in mehreren Abschnitten. Die erste Bauphase begann 1955 mit der Errichtung einer 47 Tonnen schweren Stahlkonstruktion der Außenkuppel. 1958 erfolgte das Aufbringen der Holzverschalung und der kupfernen Außenhaut. Nach dem Montieren der neuen Laterne und dem Aufsetzen von Kugel und Kreuz endeten die Kuppelarbeiten am 28. August 1962. Bei diesen Arbeiten steckten Mitglieder des Kirchenrats eine Kassette mit Dokumenten in die Kugel, wie am 1. August 2006 der Öffentlichkeit bekannt wurde. Diese Dokumente beschreiben die Verfolgung und unrechtmäßige Verhaftung von Kirchenmitgliedern durch die Staatsmacht in der damaligen DDR.
Die EKD stellte zwischen 1973 und 1975 die Summe von 3.770.000 D-Mark bereit, damit über ein Kirchenbauprogramm in der DDR dieselbe Summe in DDR-Mark für Sanierungs-Bauleistungen dieses Sakralbaus verfügbar war.
In der zweiten Bauphase erfolgte von 1968 bis 1977 die Beseitigung der Zerstörungen an der Außenfassade und der Wiederaufbau des Säulenportikus am Alten Markt. Während der zweiten Bauphase wurde ab 1975 auch das Innere der Kirche restauriert. Hier gab es einige Veränderungen an den Ausmalungen der Wände und bauliche Umgestaltungen, wodurch Räume für die vielfältigen Aufgaben in der Kirchengemeinde geschaffen werden konnten. Nach Ausschachtungsarbeiten entstanden Kellerräume für technische und sanitäre Anlagen, ein Jugendraum und eine Teeküche. Im Kirchenraum wurden die auf korinthischen Säulen gestützten Emporen um zwei Meter in den Innenraum versetzt und unter ihnen Ausstellungs-, Beratungs- und Büroräume eingerichtet. Dunkel getönte Glasscheiben hinter den Emporensäulen trennen die Räume vom Predigtraum. Durch diese bauliche Veränderung ist der Grundriss des griechischen Kreuzes im Innern nicht mehr erkennbar. Eine bedeutende Minderung der Überakustik erfolgte durch eine fächerförmig angelegte Glaswand im Eingangsbereich sowie Kassettenplatten im Tambour und an den seitlichen Gewölben.
Am 2. Mai 1981, 36 Jahre nach der Zerstörung, fand die feierliche Weihe statt, bei der Bischof Albrecht Schönherr die Festrede hielt.
Erneute Sanierungsarbeiten an der Außenhülle, die 2002 begannen und aus finanziellen Gründen von 2004 bis 2006 eingestellt werden mussten, fanden 2010 ihren Abschluss.

### Evangelische St. Nikolai-Kirchengemeinde Potsdam
Die Evangelische St.-Nikolai-Kirchengemeinde Potsdam wurde am 1. Januar 1983 als Körperschaft des öffentlichen Rechts neu gebildet. Sie vereinigte die Gemeinden von St. Nikolai, Heiligengeist und Teltower Vorstadt (Auferstehungsgemeinde), die das Gotteshaus seit 1981 gemeinsam nutzten, da deren Kirche beziehungsweise Gemeindehaus 1945 zerstört wurde.
Im August 2009 fand ein weiterer Zusammenschluss mit der bis dahin aus rund 480 Gemeindegliedern bestehenden Kirchengemeinde des Wohngebiets Zentrum-Ost statt. Danach umfasste die St.-Nikolai-Kirchengemeinde insgesamt rund 2700 Mitglieder (Stand 2009).

## Architektur und Ausstattung

### Außengestaltung

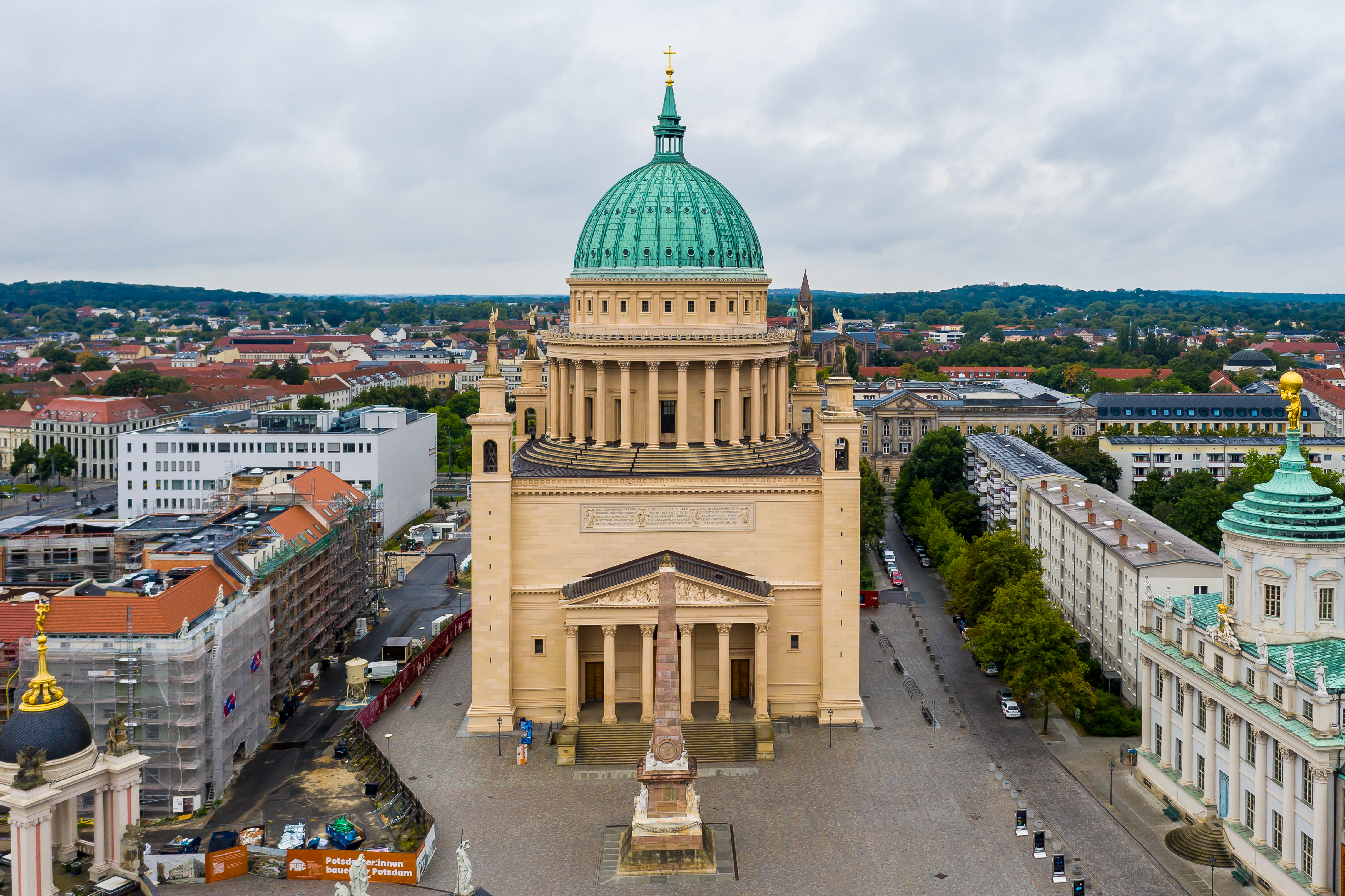
Luftbild der Nikolaikirche, 2023

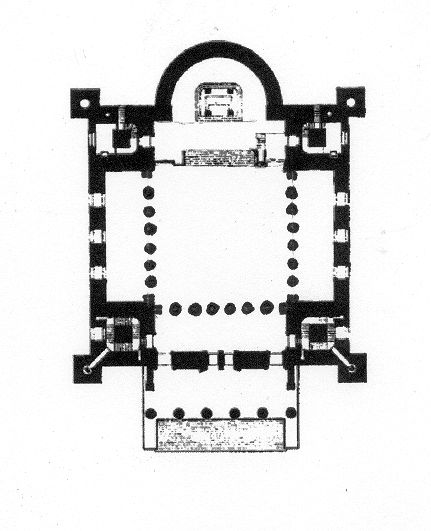
Grundriss der Nikolaikirche

Die im klassizistischen Stil errichtete Kirche ist ein Zentralbau mit einer nach Norden ausgebauten Apsis. Der Unterbau hat einen quadratischen Grundriss von 30×30 und eine Höhe von 27 Metern bis zum Hauptgesims. Den Ecken sind 45 Meter hohe Türme als Strebepfeiler angefügt. Sie werden von 2,80 Meter hohen Engelstatuen des Bildhauers August Kiß bekrönt. Drei der vier Ecktürme tragen hinter Rundbogenöffnungen im obersten Geschoss die Glocken. Im vierten, dem Nordostturm, führt eine Treppe auf eine um den Tambour laufende Aussichtsplattform. Der an den Außenwänden angebrachte Quaderputz täuscht durch unterschiedlich eingefärbte Sandsteintöne ein Mauerwerk aus Natursteinen vor.
Dem kubischen Bau sind an der Südseite ein Säulenportikus und eine Freitreppe vorgelagert. Sechs kannelierte korinthische Säulen stützen das Tympanon unter einem Satteldach, dessen 1945 zerstörtes Relief von August Kiß mit Motiven der Bergpredigt 2015–2018 vom Potsdamer Bildhauer Rudolf Böhm nach alten Messbildern rekonstruiert wurde. Das Relief besteht aus 18 Figuren um eine überlebensgroße Christusstatue in der Mitte. Der Portikus überdacht den Eingangsbereich. Zwei kleinere Holztüren flankieren eine hohe Flügeltür in der Mitte. Entsprechend dem Tympanonrelief stammt der Text der dreiteiligen Votivtafeln unterhalb des Hauptgesimses aus der Bergpredigt. Vier halbplastische Engelfiguren des Bildhauers Ludwig Wilhelm Wichmann, trennen die Schriftsätze: „Selig sind die da Leid tragen, denn sie sollen getröstet werden. Selig sind die da hungert und durstet nach der Gerechtigkeit, denn sie sollen satt werden“ – „Siehe ich bin bei euch alle Tage bis an der Welt Ende. Unser Wandel ist im Himmel. Von dannen wir auch warten des Heilandes Jesu Christi dem Herrn“ – „Selig sind die Barmherzigen, denn sie werden Barmherzigkeit erlangen. Selig sind die reines Herzens sind, denn sie werden Gott schauen“. In die West- und Ostfassade sind je fünf hohe Sprossenfenster und je ein großes, bunt verglastes Halbkreisfenster eingelassen, deren obere Sprossen halbplastische Engelfiguren schmücken.
Auf dem würfelförmigen Unterbau erhebt sich auf einem runden, gestuften Dachansatz die mächtige Tambourkuppel. Der zylindrische Tambour hat eine Höhe von 22,5 Meter und ist von achtundzwanzig zehn Meter hohen korinthischen Säulen umgeben, die eine mit Palmetten geschmückte Attika tragen. Im unteren Tambourbereich lassen vierzehn hohe Sprossenfenster Tageslicht in den Predigtraum. Die im Wechsel mit ionischen Pilastern angeordneten Fensternischen oberhalb der Attika sind lediglich Blendfenster. Auf dem Tambour erhebt sich die doppelschalige Kuppel. Sie hat einen Durchmesser von 24 und eine Höhe von 13 Metern. Die äußere Zierkuppel ist in Segmente gegliedert und mit Kupferplatten eingedeckt. Drei umlaufende Reihen Rundfenster, sogenannte Ochsenaugen, zwischen 28 auch nach außen sichtbaren Rippen, belichten den Raum zwischen Innen- und Außenkuppel. Den Abschluss bildet eine auf sieben schlanken Säulen ruhende, 14,5 Meter hohe Laterne mit einem bekrönenden Kugelkreuz. Die Gesamthöhe des Kirchengebäudes beträgt bis zum Kreuz 77 Meter.

### Innenraumgestaltung

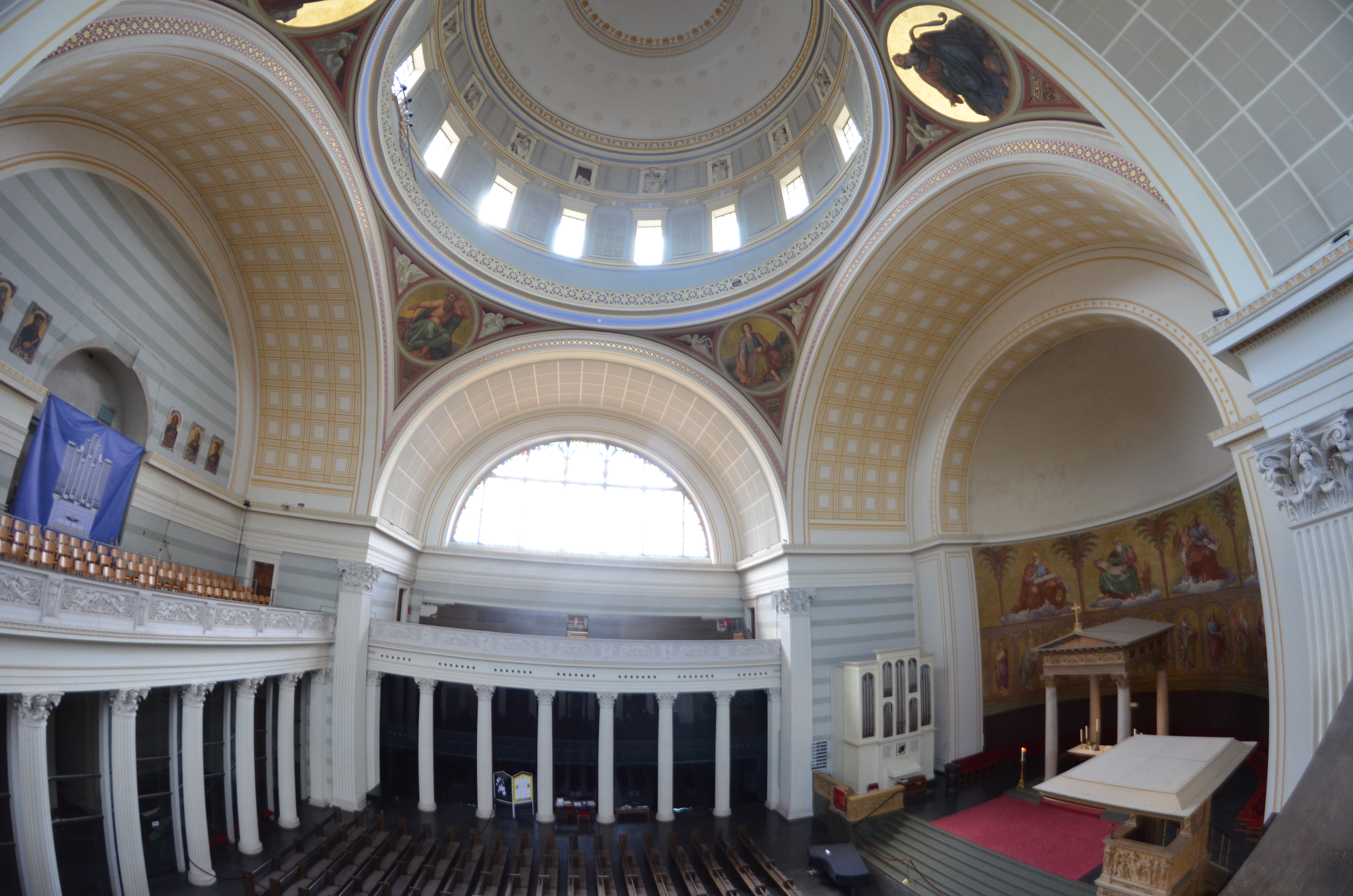
Innenpanorama

Seit dem Umbau in den 1970er Jahren betritt der Besucher zunächst einen Vorraum, der sich wie die darüber liegende Orgelempore über die gesamte Breite der Südseite erstreckt. Eine Glaswand trennt den Eingangsbereich vom Predigtraum, der mit dunklen Holzbänken ausgestattet ist und unter der Tambourkuppel das Zentrum des Gebäudes ausfüllt. Die nach der Umgestaltung ebenfalls durch eine Verglasung abgetrennten Ausstellungs-, Beratungs- und Büroräume sind unter den Emporen auf der West- und Ostseite untergebracht. Die bis zur Zerstörung 1945 zwischen den Säulen angebrachten Vorhänge zur Schallabsorption wurden 2017 neu gefertigt. Der um acht Stufen erhöhte Chor mit Kanzel, Orgel und Taufbecken sowie die anschließende halbkreisförmige Apsis mit dem Altarziborium liegen auf der Nordseite.

#### Tambourkuppel

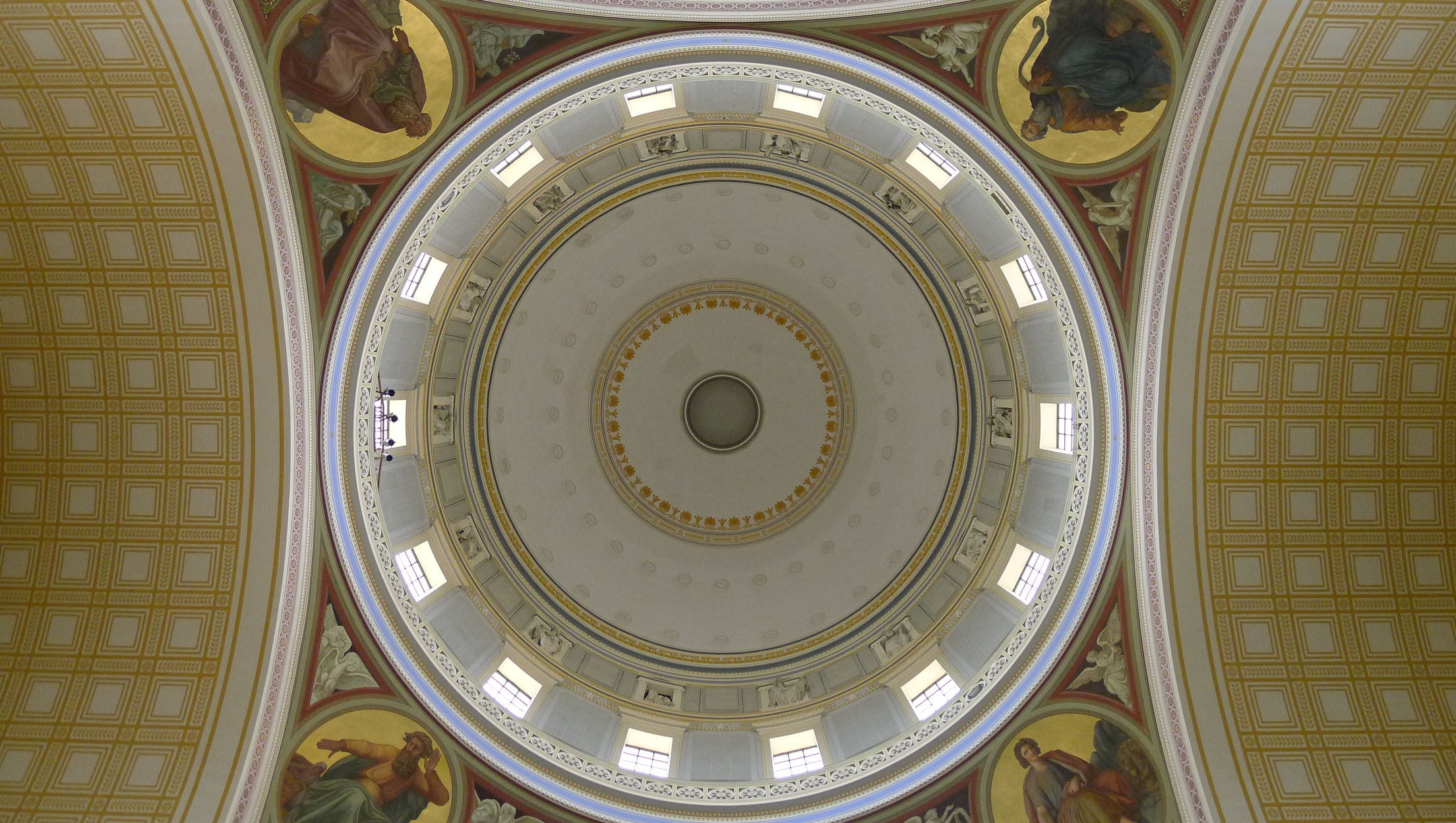
Blick in die Kuppel

In den vier sphärischen Dreiecken, den Pendentifs, die den Übergang zwischen dem quadratischen Unterbau und dem zylinderförmigen Tambour bilden, sind die sogenannten vier großen Propheten des Alten Testaments in Medaillons dargestellt. Unter Leitung von Peter von Cornelius malte Eduard Holbein auf Goldgrund den Propheten Jesaja, Karl Stürmer den Jeremia, Gustav Eich den Ezechiel und Hermann Theodor Schultz (1816–1862) den Daniel.
Der Innenraum hat bis zum Scheitel der gemauerten Innenkuppel eine Höhe von 52 Meter. Im Tambourrund bleibt die Verbindung zu Persönlichkeiten aus dem Alten Testament erhalten. Die figurale Gestaltung der vierzehn, als Ädikula ausgebildeten Nischen über den hohen Sprossenfenstern führten Schüler der Bildhauer Christian Daniel Rauch und Johann Gottfried Schadow aus. Beim Einsturz der Kuppel 1945 wurden die Skulpturen von Noach, Mose, David, Salomo und Johannes der Täufer teilweise schwer beschädigt. Die heute schlicht gehaltene Kuppel war bis zu ihrer Zerstörung mit einem umlaufenden Wolkenband und 28 überlebensgroßen Engeln plastisch ausgemalt, über denen im Kuppelscheitel die Taube schwebte. Die aus Stuck gestaltete Brüstung im unteren Tambourbereich, hinter der eine Empore verläuft, ist seit 1981 wiederhergestellt.

#### Apsis und Chor

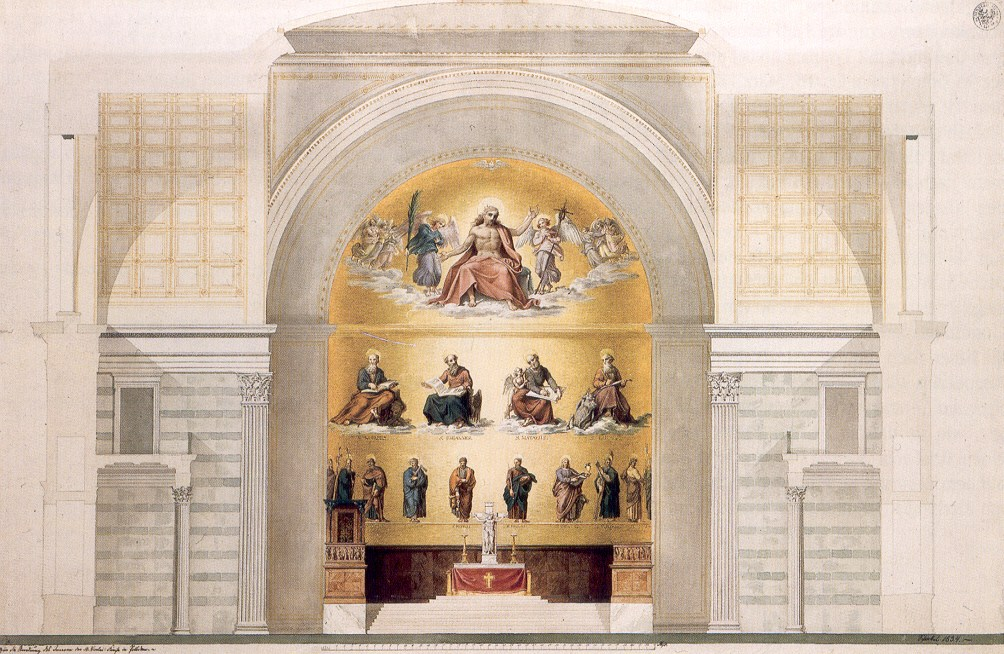
Entwurf der Apsisausmalung, Karl Friedrich Schinkel, 1834

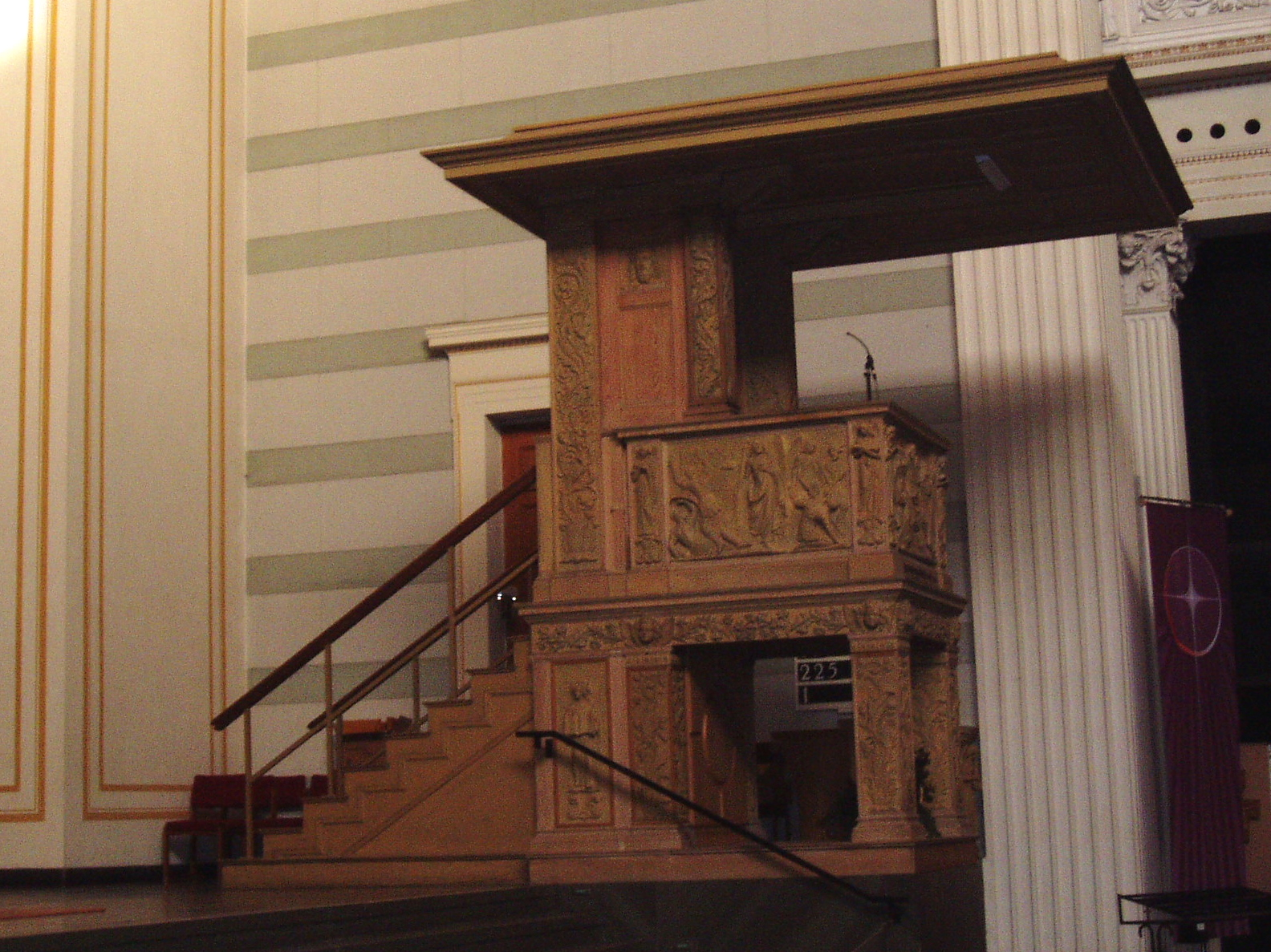
Kanzel

Die ursprüngliche Ausmalung der Apsis entstand nach einem 1829 von Schinkel gefertigten Entwurf, den Bernhard Wilhelm Rosendahl 1836 in Fresko ausführte. Auf goldglänzendem Grund ordnete Schinkel die zwölf Apostel mit ihren Attributen im unteren Halbrund an und darüber, im oberen Halbrund, die ebenfalls mit ihren Attributen dargestellten Evangelisten Markus mit Löwe, Johannes mit Adler, Matthäus mit geflügeltem Menschen und Lukas mit einem Stier. Auf der höchsten Ebene, in der nach 1945 farblos übertünchten Halbkuppel, saß Jesus Christus auf dem Himmelsthron, über dem die Taube als Symbol des Heiligen Geistes schwebte. Zu beiden Seiten standen Engel auf einem Wolkenband, die Palme und Kreuz als Symbole für Frieden und Erlösung trugen. Im Zuge des Kuppelbaus wurde die Apsismalerei zum Teil vom Original abweichend restauriert. „Durch Veränderungen am Antlitz Christi […] und Einfügung von Palmen zwischen den Evangelisten kam ein archaisierender Zug in die Darstellung.“ Nach Vorgaben von Friedrich August Stüler, und unter Leitung des Malers Peter von Cornelius, führten mehrere Berliner Künstler diese Arbeit aus. Bis 1945 stand über den Evangelisten im oberen Halbrund der von Martin Luther aus dem Johannesevangelium übersetzte Vers (Joh 3,16 ) : „Also hat Gott die Welt geliebet, dass er seinen eingeborenen Sohn gab, auf dass alle, die an ihn glauben, nicht verloren werden, sondern das ewige Leben haben“. Auch fehlt heute der in Majuskeln ausgeführte Schriftzug in der Kuppelwölbung aus der Offenbarung des Johannes (Off 22,13 ): „Ich bin das A und das O, der Anfang und das Ende, spricht Gott der Herr, der da ist und der da war und der da kommt, der Allmächtige“.
Das um drei Stufen erhöhte Altarziborium, das die Sicht auf das Wandbild unterbricht, war in Schinkels Planung nicht vorgesehen und kam erst später auf Wunsch Friedrich Wilhelms IV. hinzu. Aus der Schinkelzeit stammt lediglich der aus dunklem böhmischem Marmor gearbeitete Altartisch und das aus dem gleichen Stein links daneben stehende Taufbecken mit Luthers Übersetzung aus dem Markusevangelium (Mk 16,16 ): „Wer da glaubet und getauft wird, der wird selig werden; wer aber nicht glaubet, der wird verdammt werden“. 1849 ergänzte Friedrich August Stüler den Altartisch mit einem marmornen Standkreuz von Christian Friedrich Tieck und einem Ziborium. Er entwarf einen Aufbau aus vier weißen venezianischen Marmorsäulen mit vergoldeten korinthischen Kapitellen, die einen als Satteldach gestalteten Baldachin tragen. Das Zierdach wird von einem Kreuz bekrönt und das Giebelfeld schmückt das Christusmonogramm. Den Architrav umläuft ein Fries mit ornamentalen Verzierungen und vergoldeten, aus Medaillons halbplastisch hervortretenden Engelköpfen. Die Ausschmückung mit Engeln ist in St. Nikolai ein oft vorkommendes Gestaltungselement, das sich sowohl am Außenbau, als auch im gesamten Kirchenraum an der Kanzel, den Chorschranken, Emporenbrüstungen sowie an den Kapitellen der Säulen und Pilaster wiederfindet.
Für die von Schinkel entworfene Kanzel im rechten Chorraum schuf der Bildhauer August Kiß die Reliefbilder aus Zinkguss mit Szenen aus der Bergpredigt. Auf der Vorderseite ist der vor Menschen predigende Jesus Christus dargestellt. Die Reliefs auf den Seiten zeigen ihn im Garten Getsemani vor der Verhaftung und die Auferstehung. Die Szenen werden an den Ecken von Engelfiguren flankiert. Der auffallend weit in den Raum gezogene Schalldeckel war in dieser Länge von Schinkel nicht geplant und ist erst in späterer Zeit, unter anderem 1912 im Rahmen der Innenrestaurierung, verlängert worden, um die Überakustik im Kirchenraum zu mindern.

### Orgeln

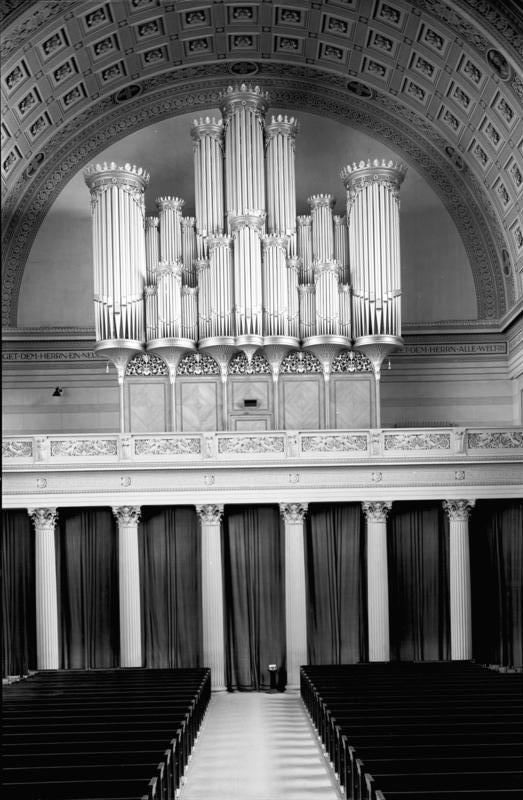
Sauer-Orgel 1928 (zerstört)

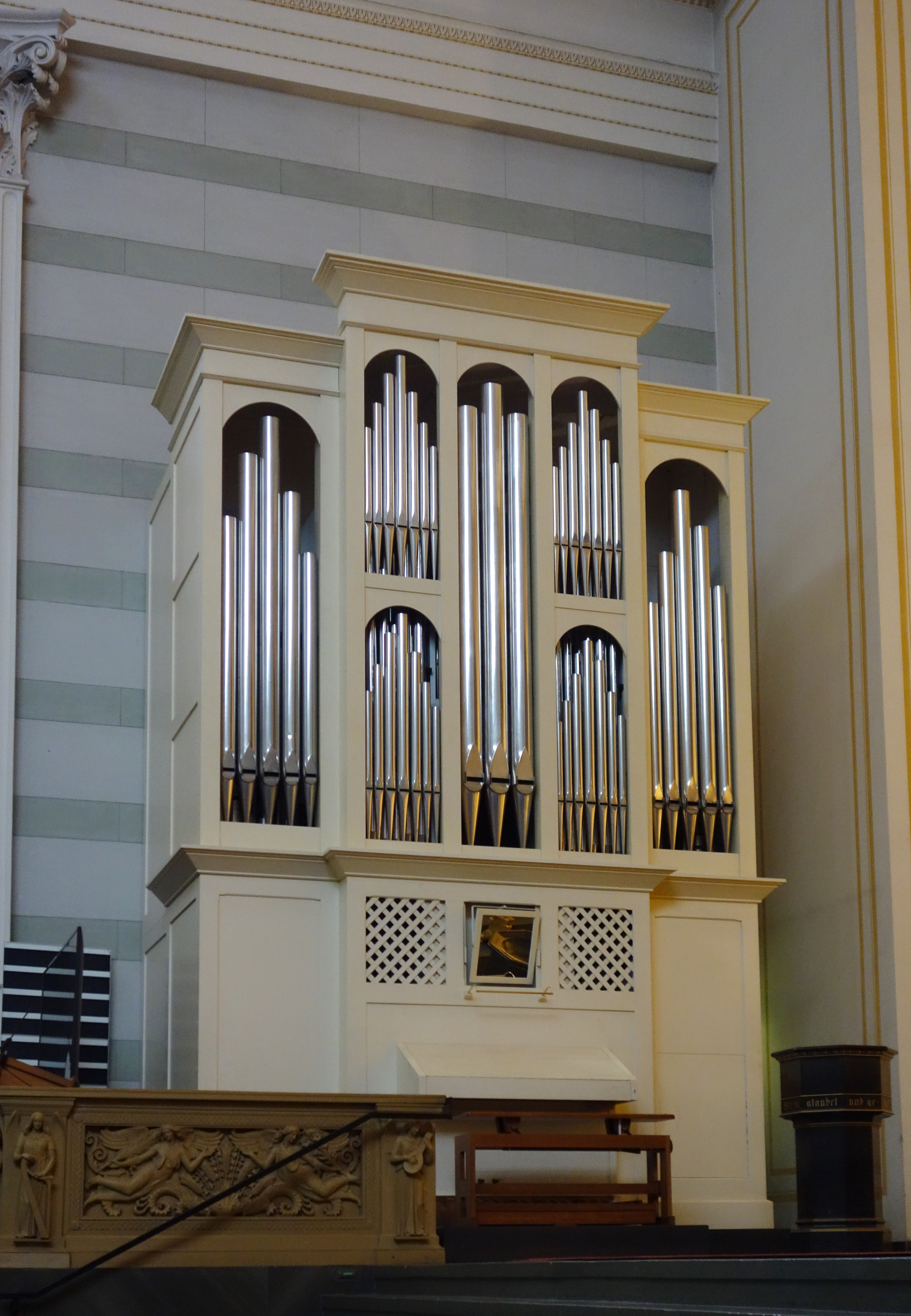
Chororgel

Für das in der Schinkel-Zeit neu errichtete Kirchengebäude erhielt der Potsdamer Orgelbauer Gottlieb Heise den Auftrag zum Bau einer Orgel. 1837 stellte er auf der südseitigen Empore ein zweimanualiges Werk mit 26 Registern auf, dessen Prospekt runde Pfeifentürme bildete.
1908 vergrößerte die Firma Wilhelm Sauer aus Frankfurt (Oder) das Instrument. Unter Verwendung des historischen Prospekts baute sie ein dreimanualiges Werk mit 49 Registern und chromatischem Glockenspiel auf pneumatischen Kegelladen ein. Seit der Zerstörung der Sauer-Orgel Ende des Zweiten Weltkriegs war die Südempore leer.

#### Chororgel
Als Ersatz für die Sauer-Orgel kam 1978 eine mechanische Kleinorgel mit sechs Manualregistern und angehängtem Pedal der VEB Potsdamer Schuke Orgelbau in den linken Chorraum. Seit 2005 befindet sich dort eine Orgel mit 21 Registern auf zwei Manualen und Pedal. Die rund 1600 Pfeifen stammen weitgehend aus einem Instrument von 1954, das die Karl Schuke Berliner Orgelbauwerkstatt für die 2005 abgerissene Trinitatiskirche im nordrheinwestfälischen Essen-Altenessen anfertigte. Die Firma Orgelbau Kreienbrink aus Georgsmarienhütte baute die Orgel für die Nikolaikirche um und stellte sie in einem neuen, sechseinhalb Meter hohen Orgelgehäuse auf. Durch ein Schiebe- und Rollensystem im vorderen Teil kann das Instrument zu Wartungszwecken vorgezogen werden.
| I Hauptwerk C–g3 |                   |    |
| 1.               | Prinzipal         | 8′ |
| 2.               | Rohrflöte         | 8′ |
| 3.               | Oktave            | 4′ |
| 4.               | Flöte             | 4′ |
| 5.               | Hohlflöte         | 2′ |
| 6.               | Sesquialtera II 0 |    |
| 7.               | Mixtur IV–VI      |    |
| 8.               | Trompete          | 8′ |
|                  | Tremulant         |    |

| II Nebenwerk C–g3 |              |        |
| 9.                | Gambe        | 08′    |
| 10.               | Gedackt      | 08′    |
| 11.               | Blockflöte   | 04′    |
| 12.               | Prinzipal    | 02′    |
| 13.               | Nasard       | 01 ⁄3′ |
| 14.               | Scharff IV 0 |        |
| 15.               | Dulzian      | 16′    |
|                   | Tremulant    |        |

| Pedal C–f1 |                 |     |
| 16.        | Subbass         | 16′ |
| 17.        | Holzflöte       | 08′ |
| 18.        | Hohlflöte       | 04′ |
| 19.        | Hintersatz IV 0 |     |
| 20.        | Posaune         | 16′ |
| 21.        | Trompete        | 04′ |

- Normalkoppeln: II/I, I/P, II/P[49]

#### Hauptorgel

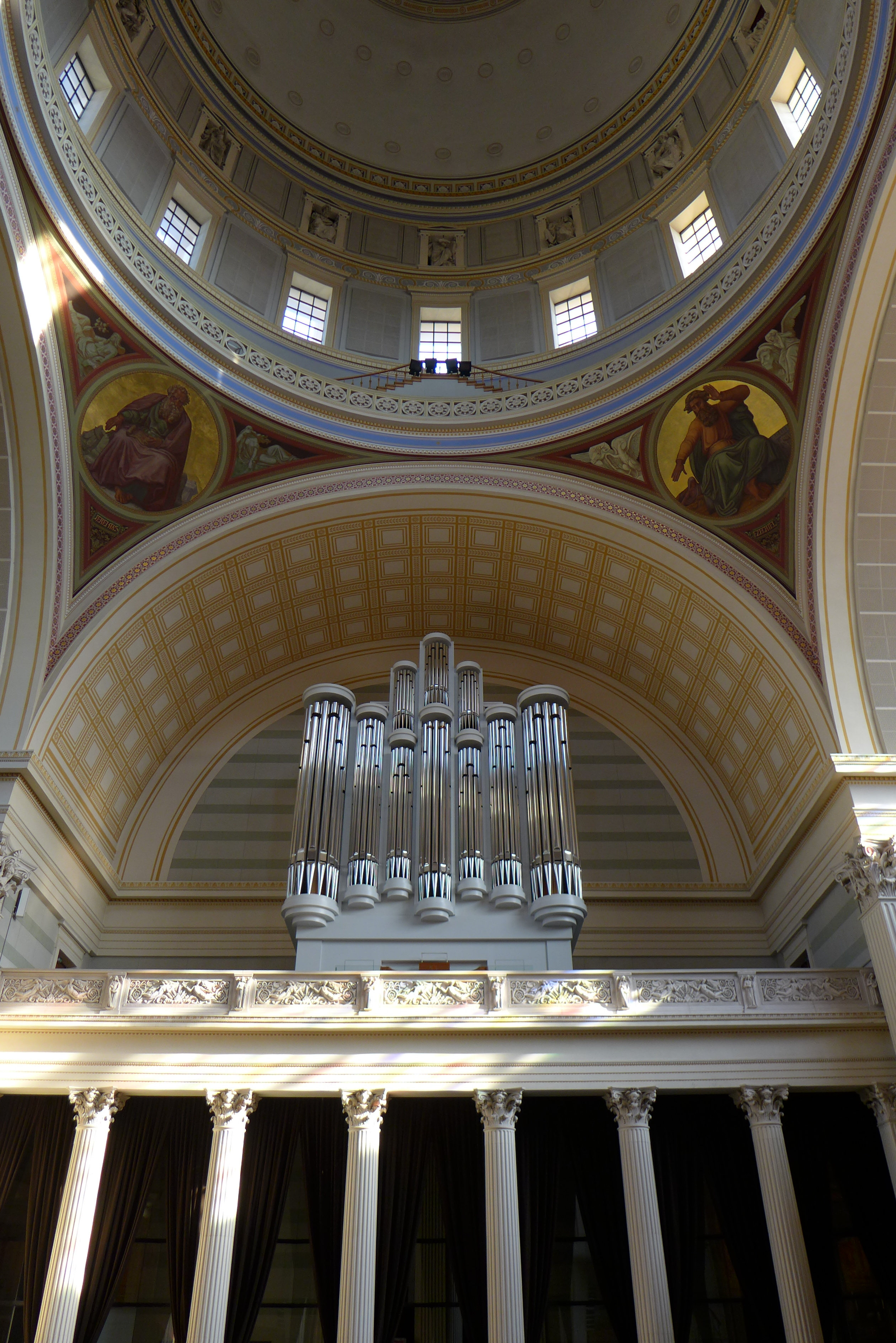
Hauptorgel auf der Südempore

2017 errichtete die Orgelbaufirma Kreienbrink eine neue große Orgel auf der Südempore. Das Pfeifenwerk stammt zu einem großen Teil aus einem Instrument, das Kreienbrink 1971 für die Abtei Königsmünster in Meschede baute. Die Orgelweihe fand am 23. September 2017 statt. Das Schleifladen-Instrument hat 55 Register auf drei Manualen und Pedal. Die Spieltrakturen sind mechanisch, die Registertrakturen sind elektrisch. Außer dem Schwellwerk (drittes Manualwerk) ist auch das Oberwerk (zweites Manualwerk) schwellbar.
| I Hauptwerk C–g3 |                  |        |
| 01.              | Großgedackt      | 16′    |
| 02.              | Prinzipal        | 08′    |
| 03.              | Gemshorn         | 08′    |
| 04.              | Gambe            | 08′    |
| 05.              | Oktave           | 04′    |
| 06.              | Koppelflöte      | 04′    |
| 07.              | Quinte           | 02 ⁄3′ |
| 08.              | Kleinoktave      | 02′    |
| 09.              | Mixtur VI        | 01 ⁄3′ |
| 10.              | Hellcymbel III 0 | 01⁄3′  |
| 11.              | Trompete         | 16′    |
| 12.              | Trompete         | 08′    |
|                  | Tremulant        |        |

| II Oberwerk C–g3 |             |         |
| 13.              | Prinzipal   | 08′     |
| 14.              | Holzgedackt | 08′     |
| 15.              | Quintade    | 08′     |
| 16.              | Salicional  | 08′     |
| 17.              | Principal   | 04′     |
| 18.              | Nachthorn   | 04′     |
| 19.              | Quinte      | 02 ⁄3′  |
| 20.              | Prinzipal   | 02′     |
| 21.              | Terz        | 01 3⁄5′ |
| 22.              | Sifflöte    | 01 ⁄3′  |
| 23.              | Flageolett  | 01′     |
| 24.              | Scharff V   | 02⁄3′   |
| 25.              | Dulcian     | 16′     |
| 26.              | Oboe        | 08′     |
| 27.              | Clarinette  | 08′     |
|                  | Tremulant   |         |

| III Schwellwerk C–g3 |                      |         |
| 28.                  | Bordun               | 16′     |
| 29.                  | Geigenprinzipal      | 08′     |
| 30.                  | Choralflöte          | 08′     |
| 31.                  | Gambe                | 08′     |
| 32.                  | Schwebung            | 08′     |
| 33.                  | Hornprinzipal        | 04′     |
| 34.                  | Salicet              | 04′     |
| 35.                  | Nasat                | 02 ⁄3′  |
| 36.                  | Schweizerpfeife      | 02′     |
| 37.                  | Terz                 | 01 3⁄5′ |
| 38.                  | Fourniture V         |         |
| 39.                  | Fagott               | 16′     |
| 40.                  | Trompette harmonique | 08′     |
| 41.                  | Hautbois             | 08′     |
| 42.                  | Clairon              | 04′     |

| Pedalwerk C–f1 |                 |     |
| 43.            | Untersatz       | 32′ |
| 44.            | Prinzipalbaß    | 16′ |
| 45.            | Violon          | 16′ |
| 46.            | Subbaß          | 16′ |
| 47.            | Oktavbaß        | 08′ |
| 48.            | Gedacktbaß      | 08′ |
| 49.            | Choralbaß       | 04′ |
| 50.            | Weitpfeife      | 02′ |
| 51.            | Hintersatz V    |     |
| 52.            | Contraposaune 0 | 32′ |
| 53.            | Posaune         | 16′ |
| 54.            | Trompete        | 08′ |
| 55.            | Feldtrompete    | 04′ |

- Koppeln: II/I, III/I, III/II, I/P, II/P, III/P; Suboktavkoppeln
- Spielhilfen: Elektronische Setzeranlage, Midi-Schnittstellen, Crescendowalze
- Anmerkungen

1. ↑  deutsche Bauart
2. ↑  durchschlagend
3. ↑  weite Bauweise
4. ↑  halbe Länge
5. 1 2  französische Bauweise

### Glocken

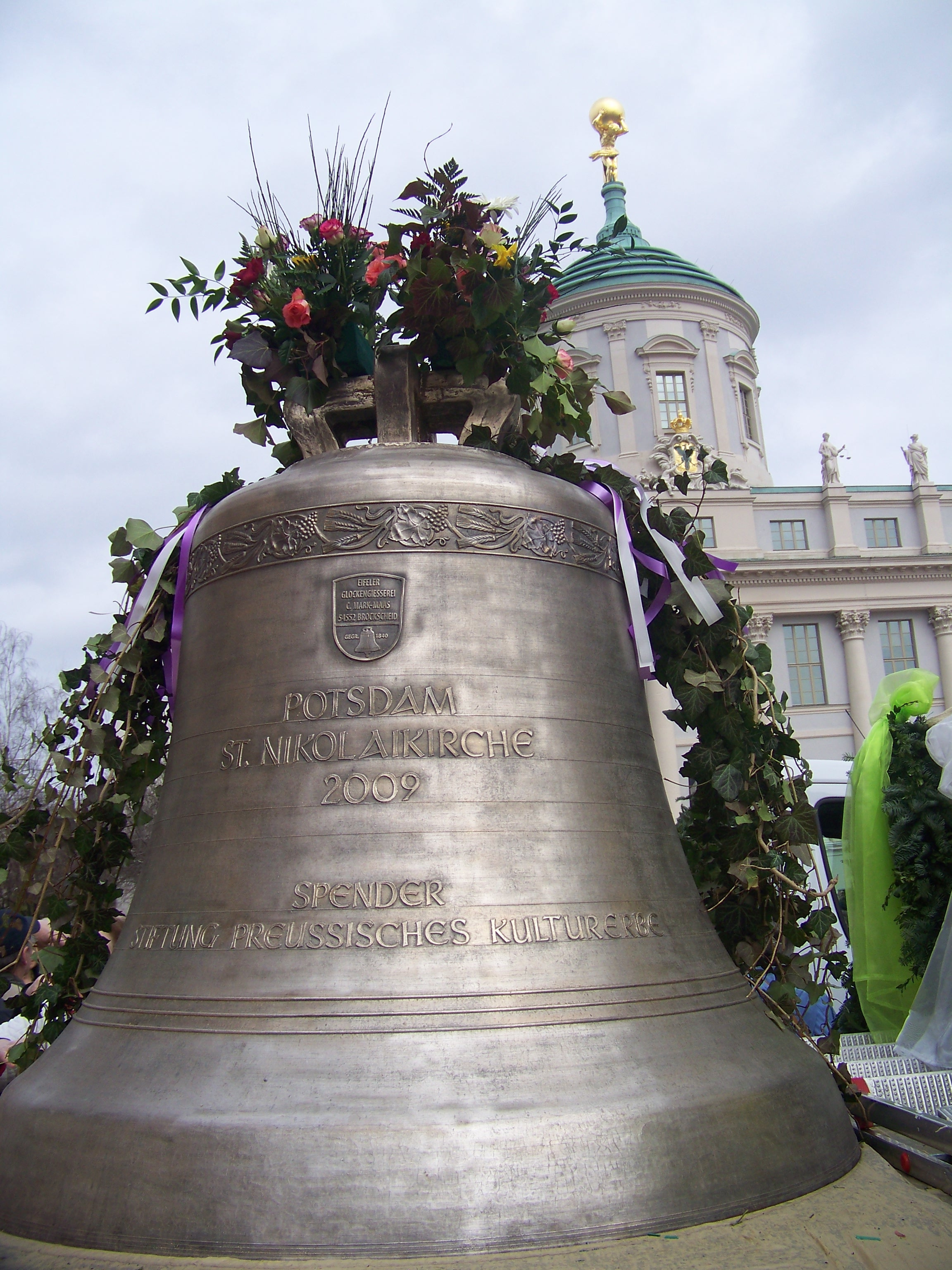
Glockenfest auf dem Alten Markt am 20. März 2010

In der ehemals turmlosen Basilika waren in Glockenstuben oberhalb des Portikus drei feststehende, flache Schalenglocken eingebaut, die ein beweglicher Klöppel zum Läuten brachte. Die Bronzeglocken fertigte 1836 der Berliner Glockengießer Ernst Ludwig Wilhelm Thiele (ca. 1803–1839 tätig). Erst durch den Anbau der vier Ecktürme erhielt die Kirche 1849 schwingende Bronzeglocken von 32, 17, knapp 10 und 4 Zentnern, die aus der Berliner Werkstatt des Glockengießermeisters Johann Carl Hackenschmidt (1778–1858) stammten. Während des Ersten Weltkriegs wurden drei von ihnen 1917 für die Kriegsrüstung eingeschmolzen und 1922 durch Glocken aus Gussstahl des Bochumer Vereins ersetzt.
Bei der Zerstörung des Kirchengebäudes im April 1945 blieben nur die zwei Glocken in den Nordtürmen mit den Inschriften „Das ist ein köstlich Ding, dem Herrn danken“ und „Betet ohne Unterlaß“ unbeschädigt. 1984 konnte die fehlende Glocke im Südwestturm durch eine 1950 von der Glockengießerei in Apolda Franz Schilling Söhne für den Turmstumpf der Garnisonkirche gegossene Bronzeglocke ersetzt werden. Deren Inschrift lautete: „Sie soll aufnehmen das Seufzen der Herzen aus der Not unseres Volkes und der ganzen Welt, es vor Gott und den Menschen kund zu tun. Herr, erbarme dich unser“.
Bei den Sanierungsarbeiten zwischen 2002 und 2010 erhielt die Kirche mit finanzieller Hilfe der Stiftung Preußisches Kulturerbe abermals vier neue Bronzeglocken aus der Eifeler Glockengießerei in Brockscheid, die im März 2010 in die hölzernen Glockenstühle eingebaut wurden.
| Nr. | Name               | Gussjahr | Gießer, Gussort                      | Gewicht (kg) | Nominal | Turm | Inschrift                                  |
| --- | ------------------ | -------- | ------------------------------------ | ------------ | ------- | ---- | ------------------------------------------ |
| 1   | Dankglocke         | 2010     | Eifeler Glockengießerei, Brockscheid | 1700         | d1      | NW   | „Danket dem Herrn, denn er ist freundlich“ |
| 2   | Vater-Unser-Glocke | 2010     | Eifeler Glockengießerei, Brockscheid | 1100         | f1      | SW   | „Vergib uns unsere Schuld“                 |
| 3   | Gebetsglocke       | 2010     | Eifeler Glockengießerei, Brockscheid | 760          | g1      | SO   | „Betet ohne Unterlass“                     |
| 4   | Lobglocke          | 2010     | Eifeler Glockengießerei, Brockscheid | 590          | a1      | SW   | „Lobe den Herren“                          |